# Alegoria Zazdrości i Niewdzięczności
Alegoria Zazdrości i Niewdzięczności – rysunek wykonany przez Leonarda da Vinci. Znajduje się w Christ Church College w Oksfordzie.
Rysunek jest owocem epidemii dżumy, której Leonardo był świadkiem w czasie pobytu w Mediolanie. Wówczas nasuwały mu się na myśl różne refleksje, których efektem były liczne alegorie.
Leonardo ukazał Zazdrość i Niewdzięczność jako dwie kobiety, które jadą na ogromnej ropusze. Podąża za nimi Śmierć. Zazdrość wypuszcza strzałę. Na grocie strzały jest nabity język ludzki. Zazdrość jest przedstawiona jako stara kobieta z obwisłymi piersiami.